# سن‌گوئینتو
سن‌گوئینتو (به ایتالیایی: Sanguinetto) یک کومونه در ایتالیا است که در استان ورونا واقع شده‌است. سن‌گوئینتو ۱۳٫۶ کیلومتر مربع مساحت و ۴٬۰۰۹ نفر جمعیت دارد و ۱۹ متر بالاتر از سطح دریا واقع شده‌است.